# Fjällgatan, Stockholm
Fjällgatan är en gata vid kvarteret Kronan på Södermalm i Stockholm. Den sträcker sig på Stigberget mellan Renstiernas gata i väster och Erstagatan i öster. Gatan ligger 27,8 meter över Saltsjön och är känd för den vackra vyn över Stockholms inlopp och stadens mest centrala delar. Redan 1913 motionerade politikern Anna Lindhagen om att området söder om Fjällgatan skulle bli ett kulturreservat och räddas åt eftervärlden. Beslutet kom dock först 1956, långt efter hennes död.

## Historik

### Allmänt
År 1885 fick Fjällgatan sitt nuvarande namn i samband med Stockholms stora gatunamnsrevision år 1885. Innan dess hette den Katarina östra kyrkogata och var då en lång sammanhängande gatusträckning tillsammans med nuvarande Mäster Mikaels gata. Gatuavsnitten delades från varandra i och med Renstiernas gatas  nedsprängning på 1930-talet. Tidigare namn för Fjällgatan var även  Gallgebergets gatan (Holms tomtbok, 1674). Namnet kom sig av Södermalms galge vilken stod på Stigberget och var Stockholms avrättningsplats under större delen av 1500- och 1600-talet.
Från Fjällgatan (mellan husnummer 30 och 26) leder Sista Styverns trappor upp till Stigbergsgatan. Längs med Fjällgatans båda sidor finns flera kvarter med kulturhistoriskt värdefulla byggnader som är blåmärkta av Stadsmuseet i Stockholm, vilket innebär "att bebyggelsen bedöms ha synnerligen höga kulturhistoriska värden".

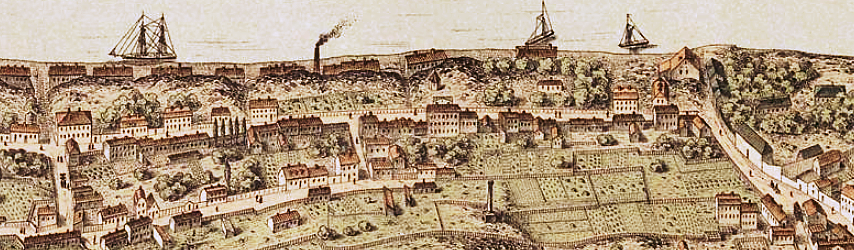
Från norr till söder: Stadsgårdshamnen, Katarina östra kyrkogata (nuvarande Fjällgatan), Katarina kvarngränd (nuvarande Stigbergsgatan). Längst till höger syns Ersta malmgård. Heinrich Neuhaus Stockholmspanorama, 1870-tal.

### Per Anders Fogelströms Terrass

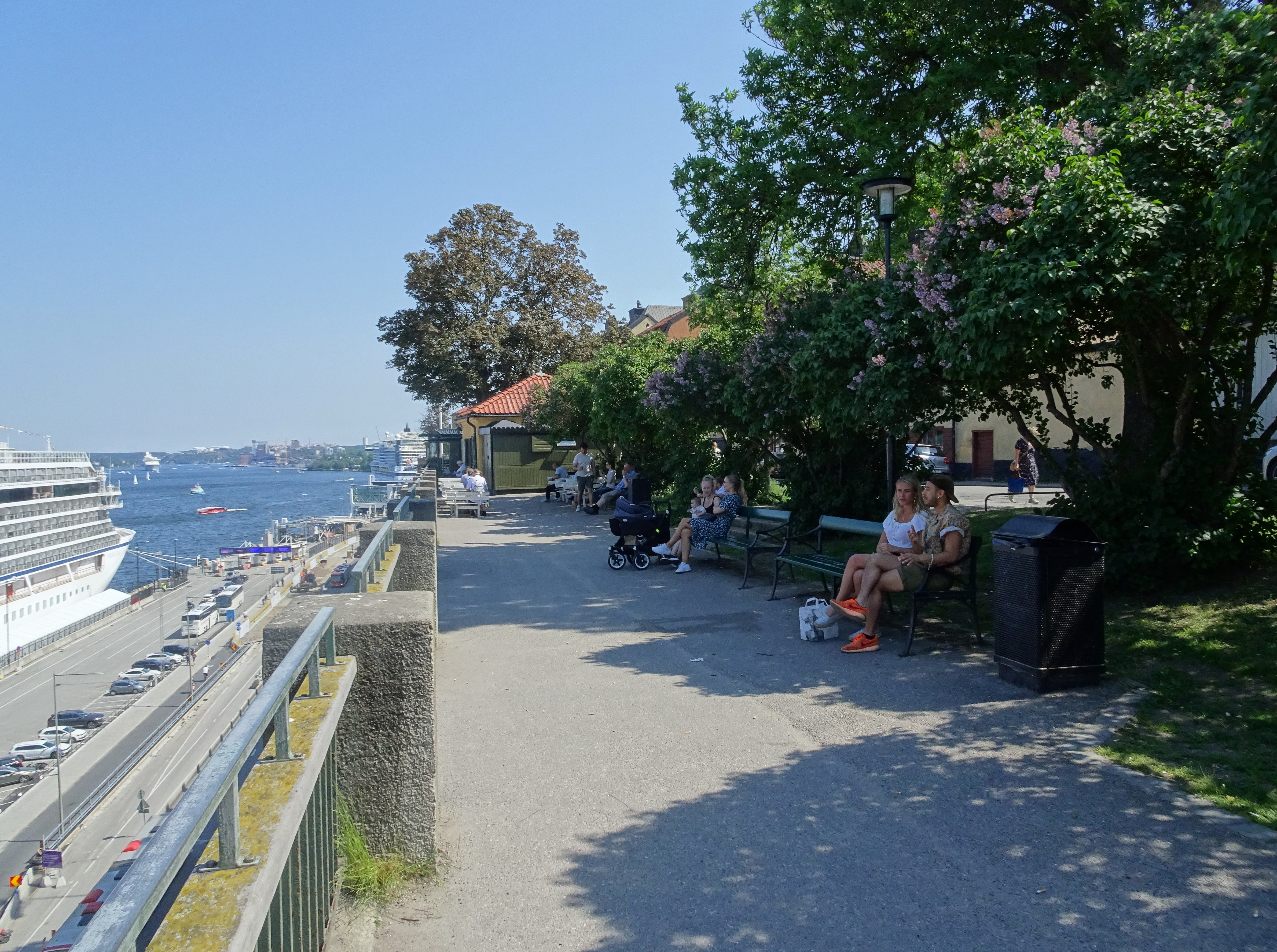
"Per Anders Fogelströms Terrass".

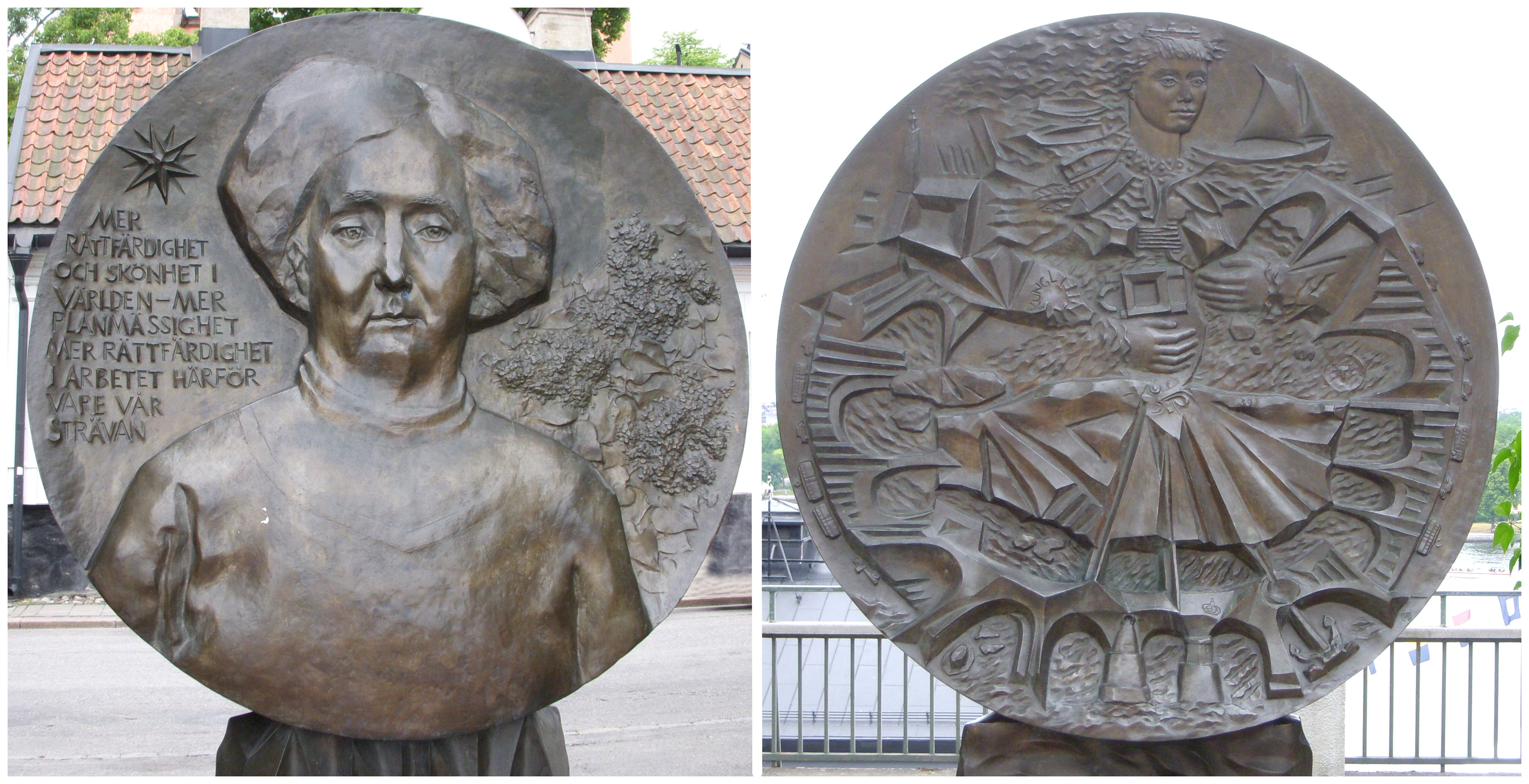
"Anna Lindhagens minne".

I vindsvåningen på Fjällgatan 30 bodde författaren Per Anders Fogelström från 1964 fram till sin död år 1998. Från sin bostad hade han en vidsträckt utsikt över Stockholms inlopp och här hämtade han inspiration till många av sina Stockholmsromaner. I april 1999 hedrades han med en efter honom uppkallad plats, Per Anders Fogelströms Terrass, som ligger nedanför Fjällgatan 34–36 och hette tidigare Erstabranten.

### Anna Lindhagens minne
I huset Fjällgatan 34 finns ett litet levande museum, Stigbergets borgarrum, som skapades av Anna Lindhagen. Stigbergets borgarrum visar hur en borgarfamilj bodde under mitten av 1800-talet och består av 6 rum och kök, möblerade av Anna Lindhagen, delvis med saker från hennes eget hem. De sista åren av sitt liv bodde hon i två av museets rum. 
Utanför huset står sedan 1987 skulpturen Anna Lindhagens minne som skapades av Kerstin Kjellberg-Jacobsson. Skulpturen är gestaltat som en stor medaljong med Anna Lindhagens porträtt på framsidan och olika Stockholmsmotiv med bland annat Mälardrottningen på baksidan. Framsidan bär en inskription som lyder: Rättfärdighet och skönhet i världen - mer planmässighet mer rättfärdighet i arbetet härför vare vår strävan.

### Våghuset
Vid Fjällgatan 37, där sommarcaféet Fjällgatans Kafféstuga nu finns, ligger ett före detta våghus som byggdes år 1872 på initiativ av spannmålsgrossisten C.H. Matton efter ritningar av arkitekt Axel Kumlien. Varorna vägdes i våghuset och transporterades på en "rullväg" (en sorts transportbana) ner till Mattons enorma magasinsbyggnad vid Stadsgårdshamnen, som vid den tiden inte var farbar med häst och vagn. Via en lång trappa (dåvarande Sista Styverns trappor) intill magasinsbyggnaden kunde man ta sig mellan Fjällgatan och Stadsgården. Magasinet, trappan, våghuset och rullvägen syns på Alfred Rudolf Lundgrens Stockholmskarta från 1885.

### Kaffestugan
Mattons spannmålsmagasin revs när Stadsgården omgestaltades kring sekelskiftet 1900. När nya Stadsgårdskajen stod färdig 1912 behövdes våghuset inte längre och blev Pomrils läskedrycksservering. Våghusets gulputsade stenbyggnad finns fortfarande kvar. Den är tillbyggd med toaletter, soprum och sommarveranda och är en del av dagens Fjällgatans kaffestuga som drivs av samma familj sedan 1968. Byggnaden är k-märkt i gällande stadsplan. På den smala remsan väster om våghuset skapades 1925 en liten park kallad Erstabranten, såsom namn på "en plantering uppe på Stadsgårdsberget". Här uppfördes på 1940-talet en försäljningskiosk (numera riven) efter ritningar av Holger Blom och Erik Glemme. Erstabranten namnändrades 1999 till Per Anders Fogelbergs terrass.

Historiska bilder
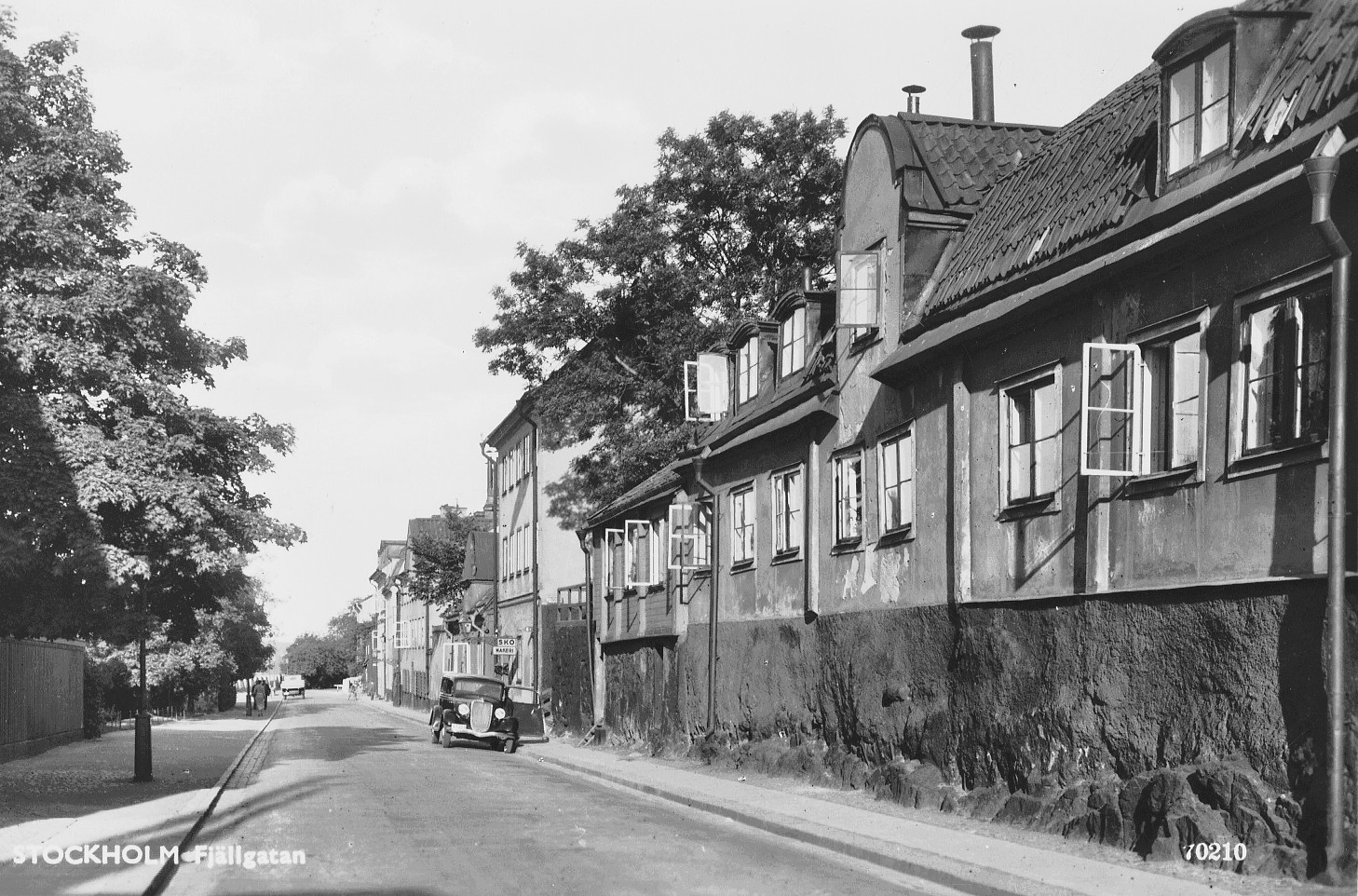
Fjällgatan 24–26 (Stammen 37), 1950-tal.
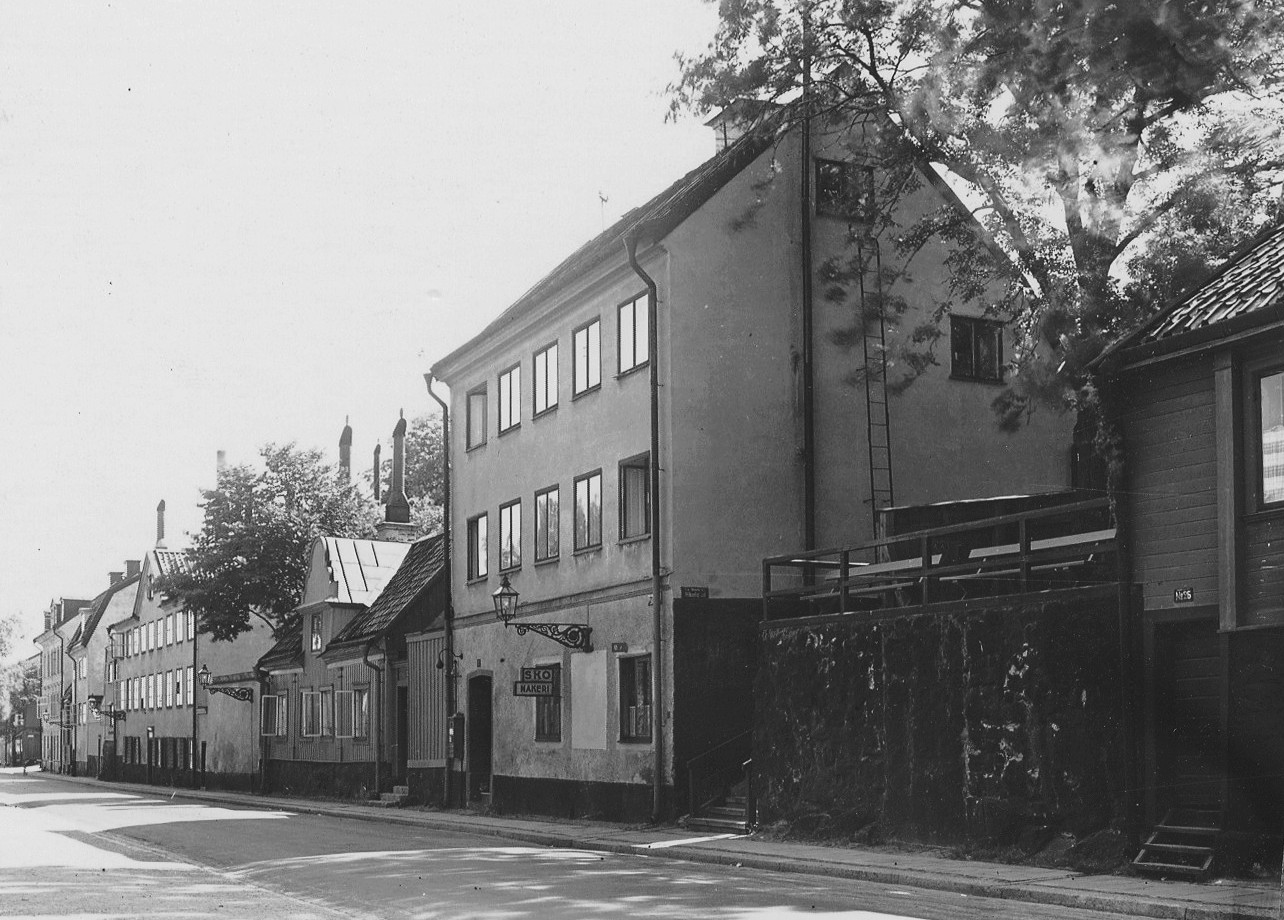
Fjällgatan 30–34 (Kronan 5), 1941.
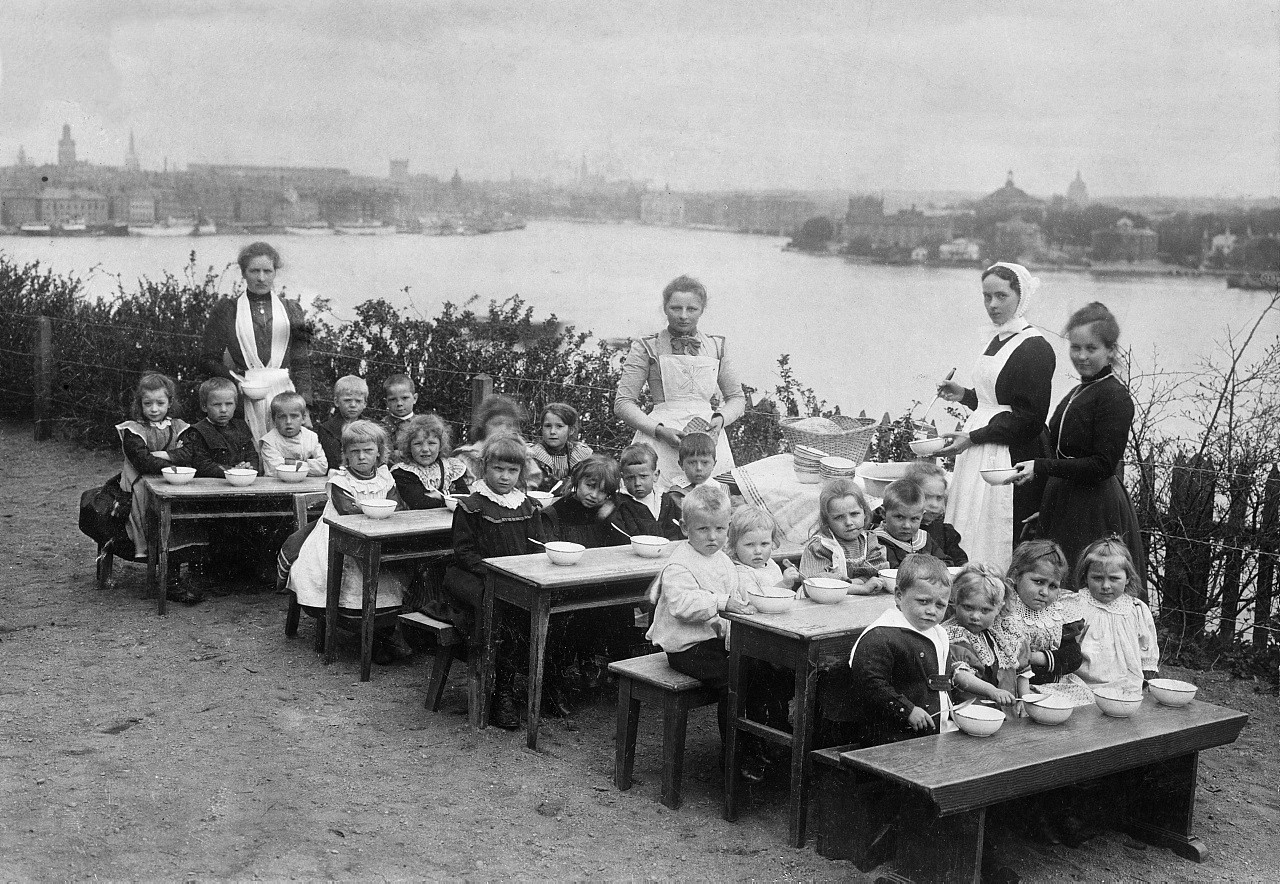
Fjällgatan 31 (Katarina småbarnsskola), 1900.
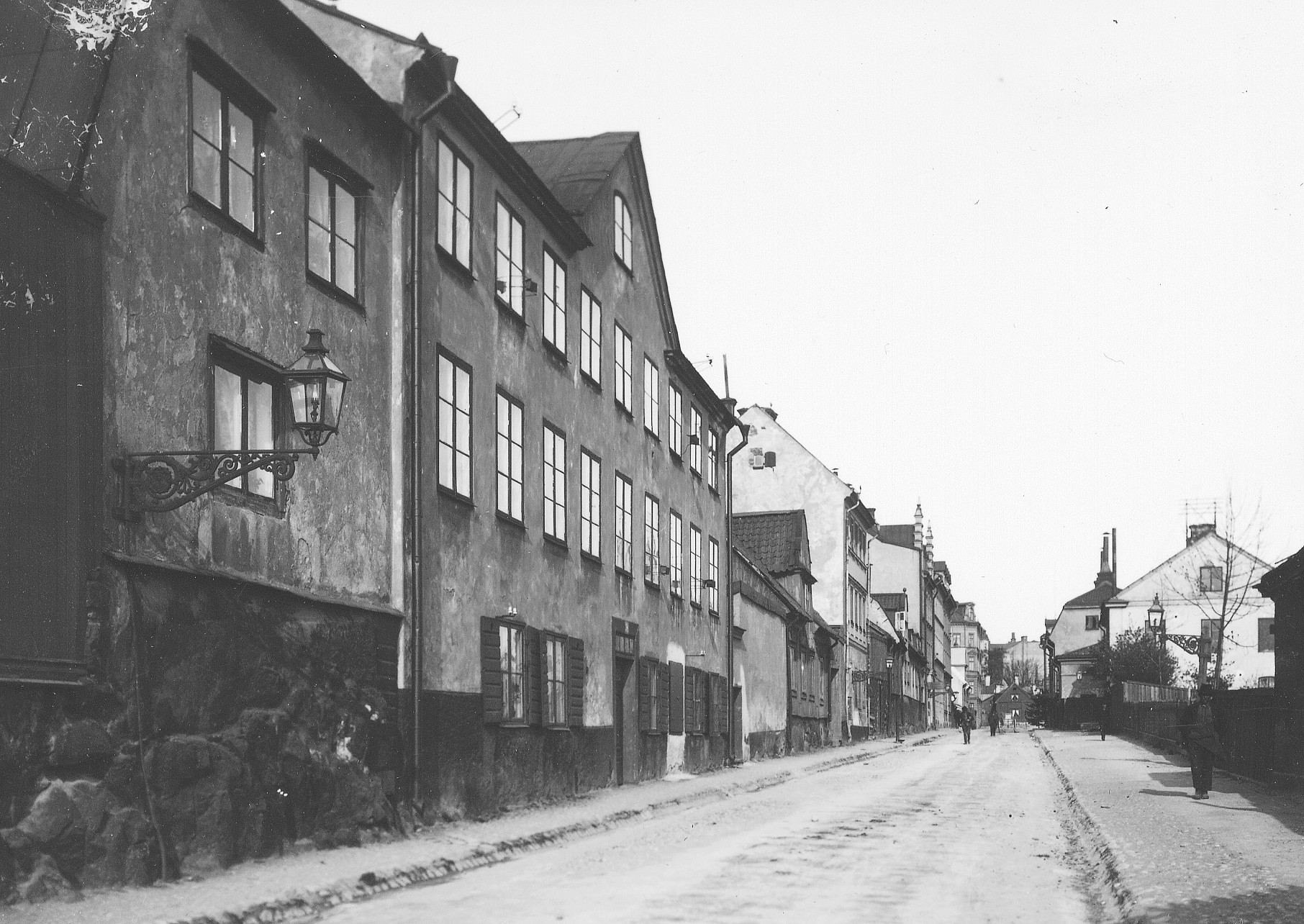
Fjällgatan 36–34 (Kronan 5), 1907.
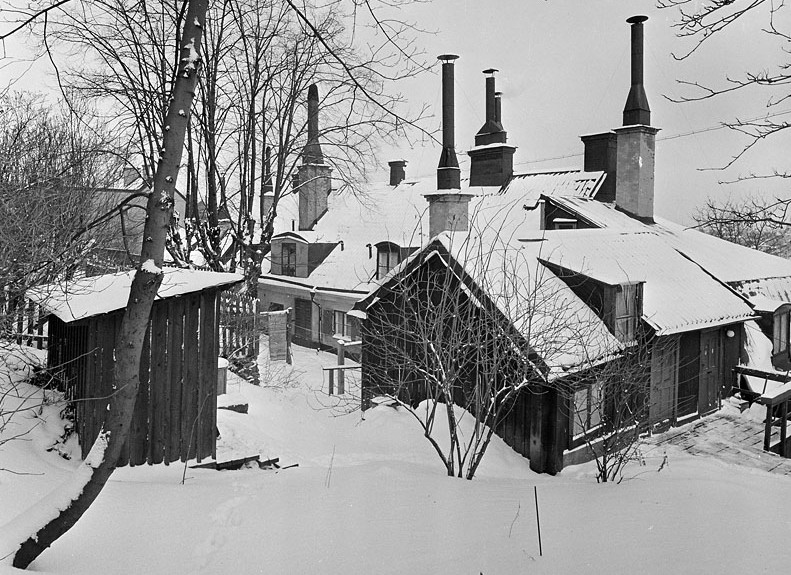
Fjällgatan 36, bakgården, 1955.

## Byggnader och verksamheter längs gatan (urval)
- Nr 16, ett stenhus från 1750-talet och ett trähus från 1720-talet. I trähuset finns Europas minsta teater Teater Dur & Moll, se även fastigheten Stammen 19.
- Nr 18–20, trähus från 1730-talet mot gatan och stenhus från 1764 mot gården.
- Nr 23A och 23B, Stigbergets sjukhus, gamla Radiumhemmet. Uppförda 1865 respektive 1884. Idag Ateljé Förening (23A) och Hälsans hus (23B).
- Nr 24–26, trä- och stenhus från tidigt 1700-tal till tidigt 1800-tal, se fastigheten Stammen 37.
- Nr 25–29, Schinkels malmgård, uppkallat efter köpmannen David Schinkel, uppfört 1738. Här hade keramikern Wilhelm Kåge i sin bostad på 1950-talet.
- Nr 30, här bodde författaren Per Anders Fogelström från 1964 fram till sin död år 1998.
- Nr 31, Sommelius hus med Sofia småbarnsskola, från anor från 1836 (ännu i bruk). Byggnaden uppförd 1865.
- Nr 34, Stigbergets borgarrum, museilägenhet grundat av Anna Lindhagen 1929. Byggnaden uppförd 1727, se även fastigheten Kronan 5.
- Nr 36, här hade skulptören Ture Johansson sin ateljé efter 1947.
- Nr 37, Våghuset med sommarcaféet "Fjällgatans kaffestuga". Ligger på Per Anders Fogelströms terrass (tidigare kallad Erstabranten).
- Nr 38, ett trähus från 1700-talets början och ett stenhus från 1700-talets mitt, se fastigheten Kronan 1.
- Nr 40, ett stenhus från slutet av 1870-talet, se fastigheten Kronan 2.
- Nr 44, Ersta sjukhus, byggnaden (mot gården) uppförd 1907, byggnaden (mot gatan) uppförd på 1960-talet. Tidigare låg här Ersta malmgård.

Nutida bilder
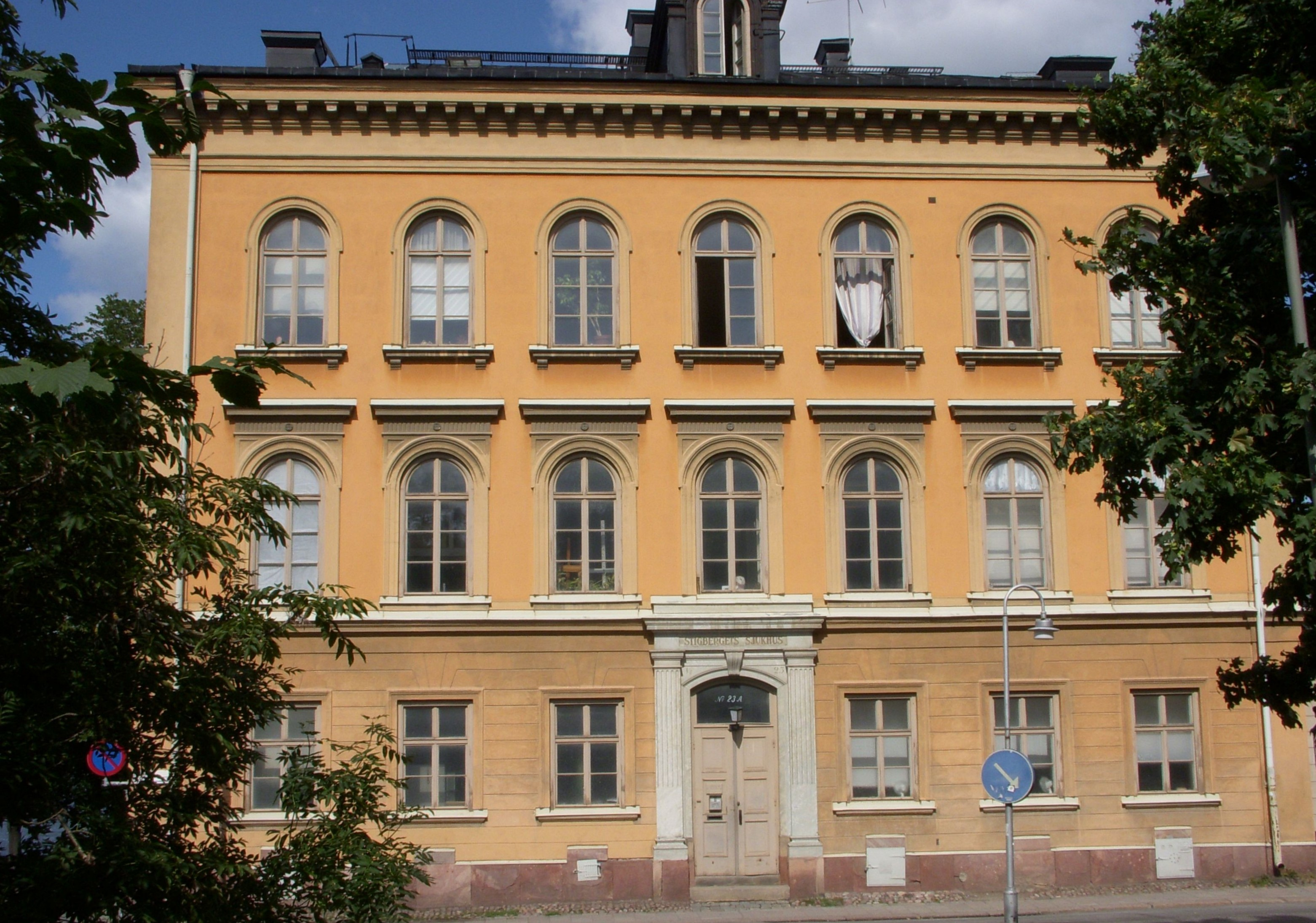
Fjällgatan 23A Stigbergets sjukhus.
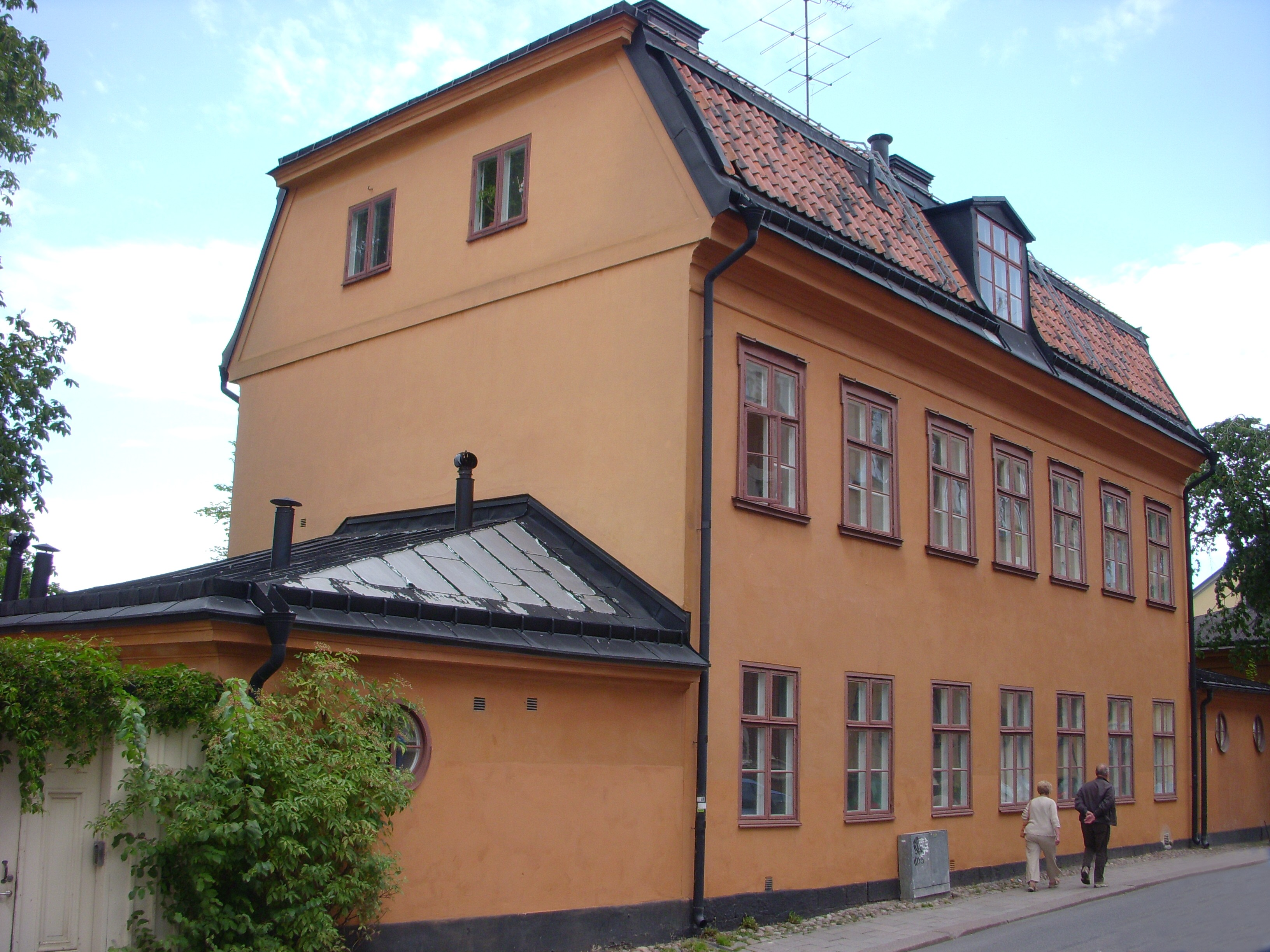
Fjällgatan 25–29, Schinkels malmgård.
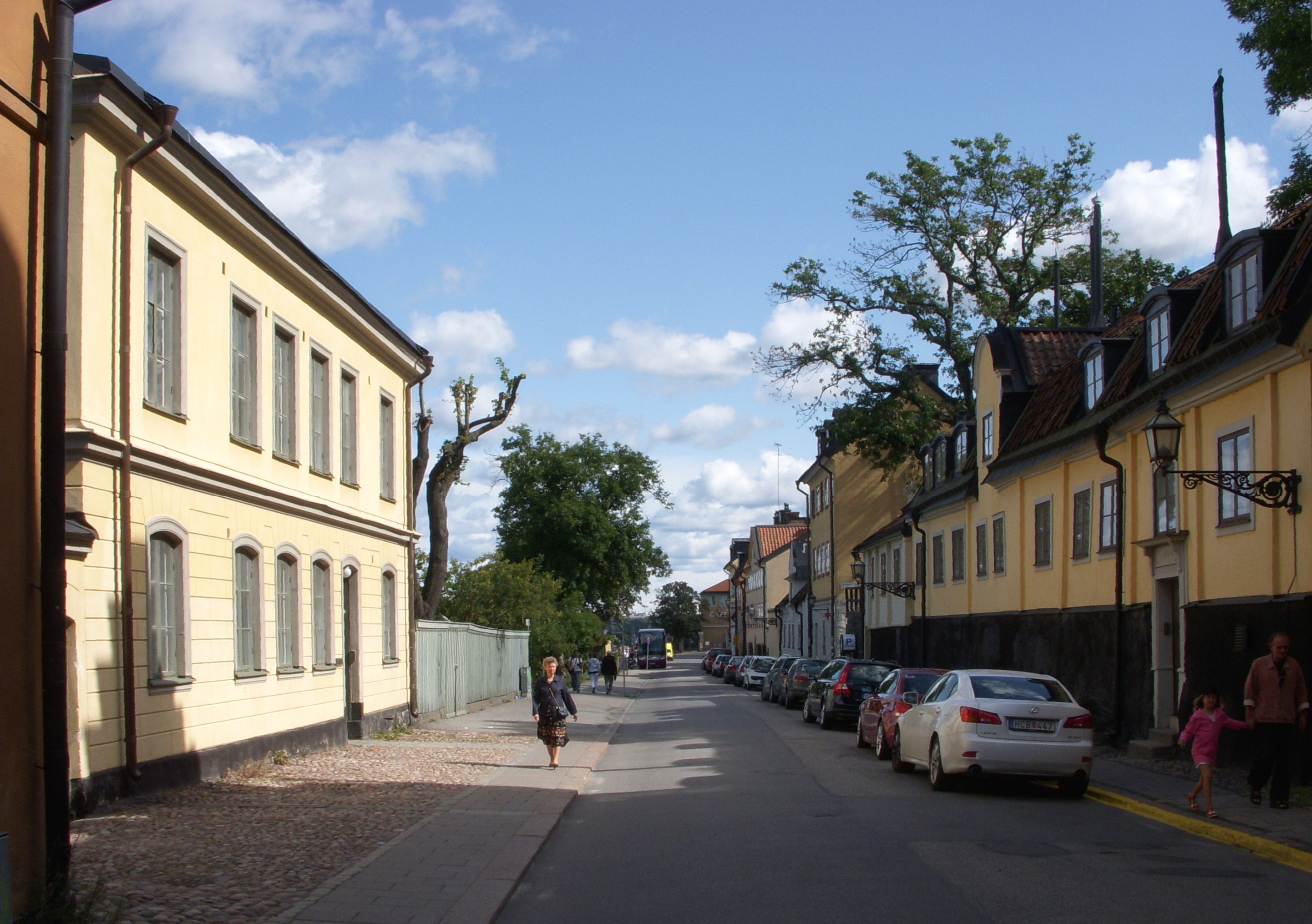
Fjällgatan österut, till vänster syns Sommelius hus.
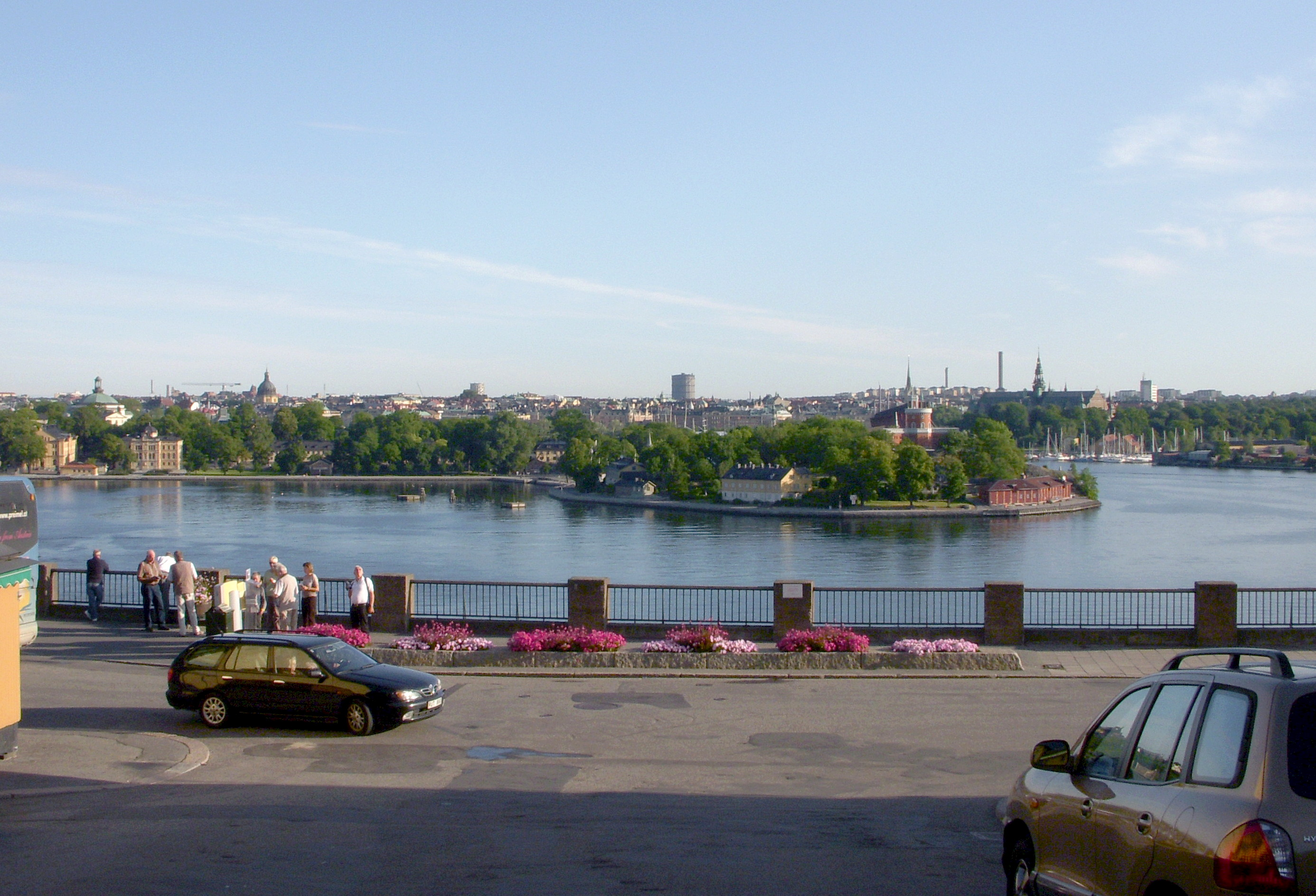
Utsikt från Per Anders Fogelströms Terrass.
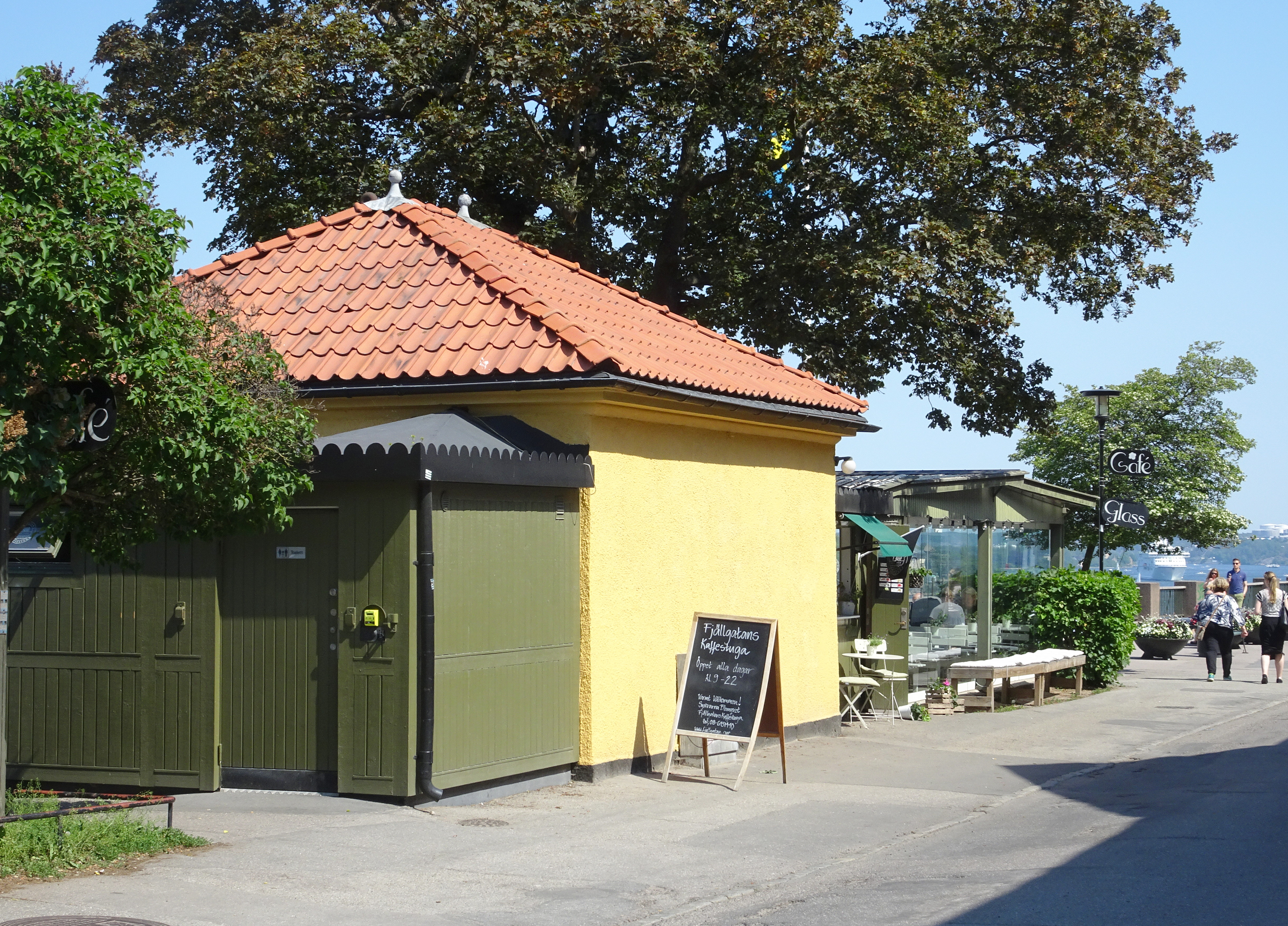
Våghuset där sommarcaféet "Fjällgatans Kafféstuga" nu finns.

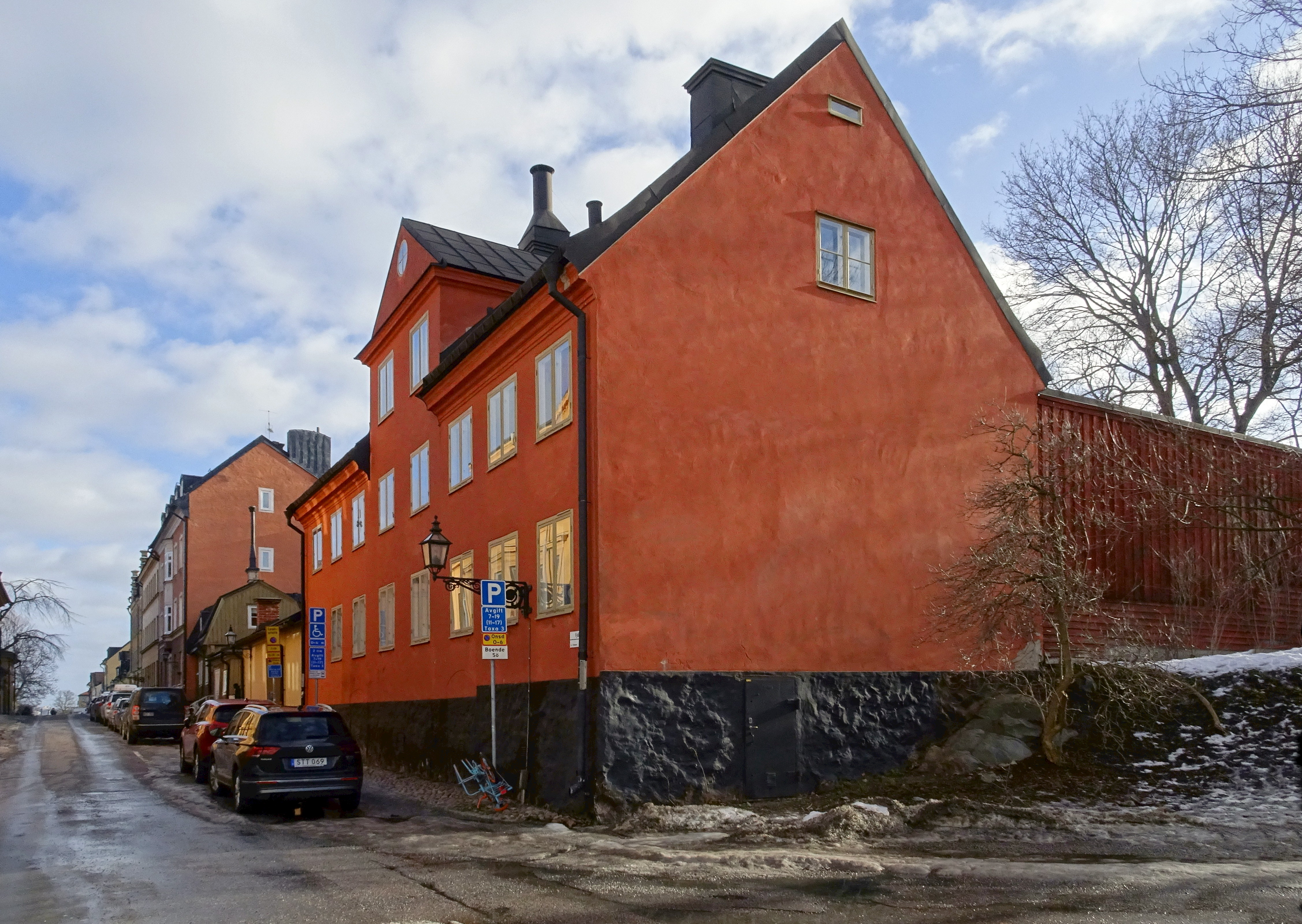
Fjällgatan 16, fastigheten Stammen 19.
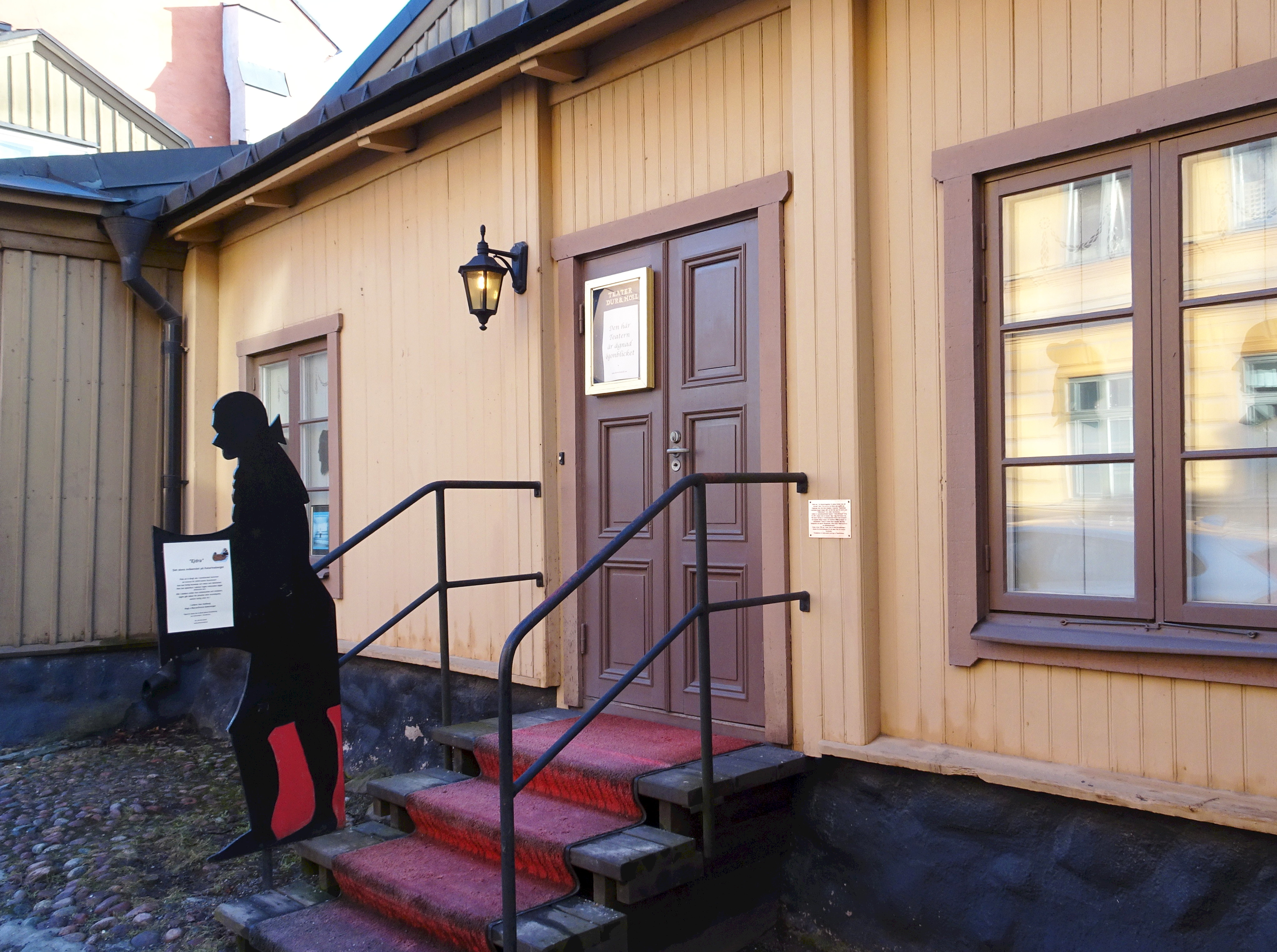
Fjällgatan 16E och C, Teater Dur & Moll.
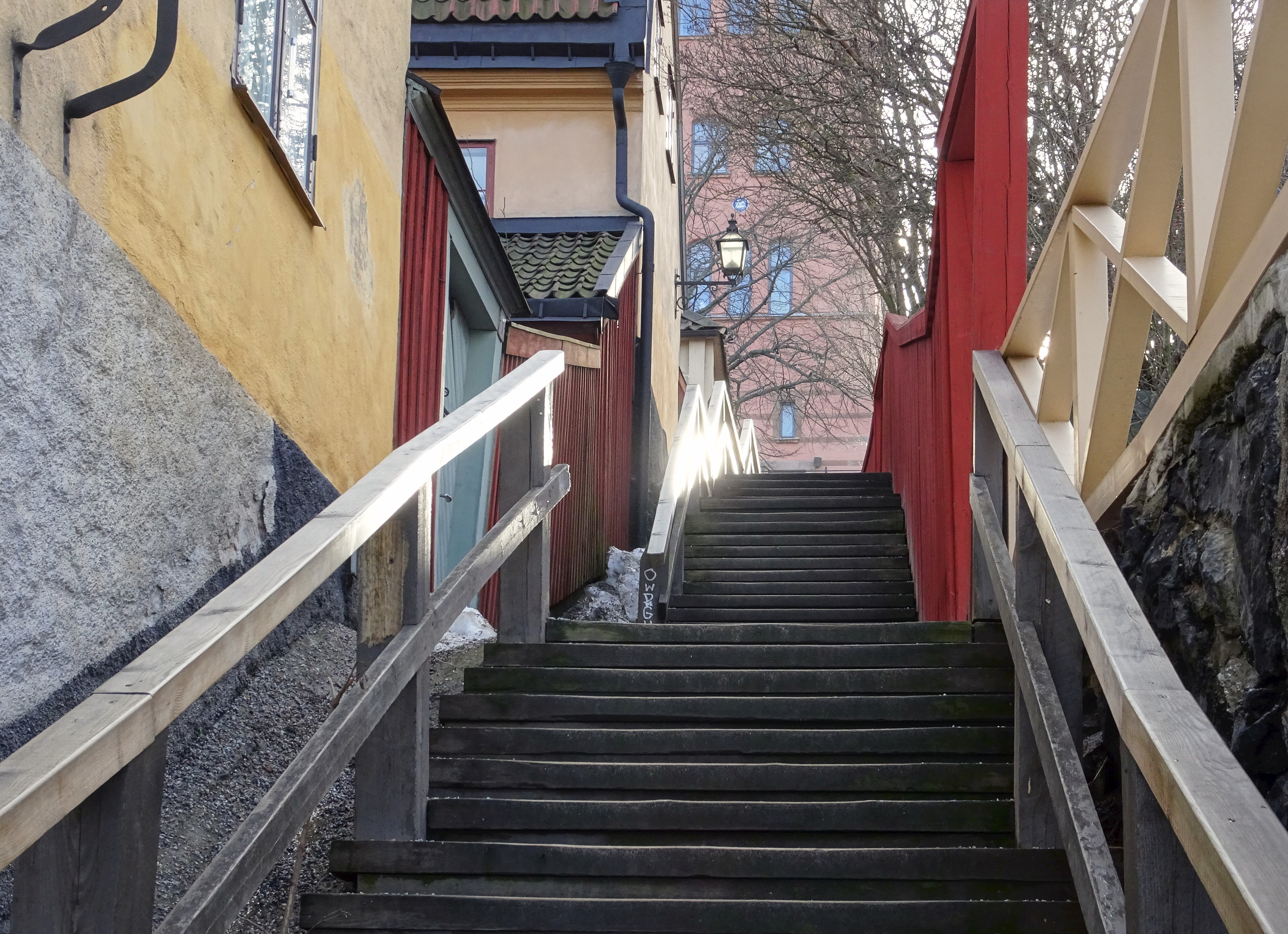
Fjällgatan 28–30, Sista Styverns trappor.
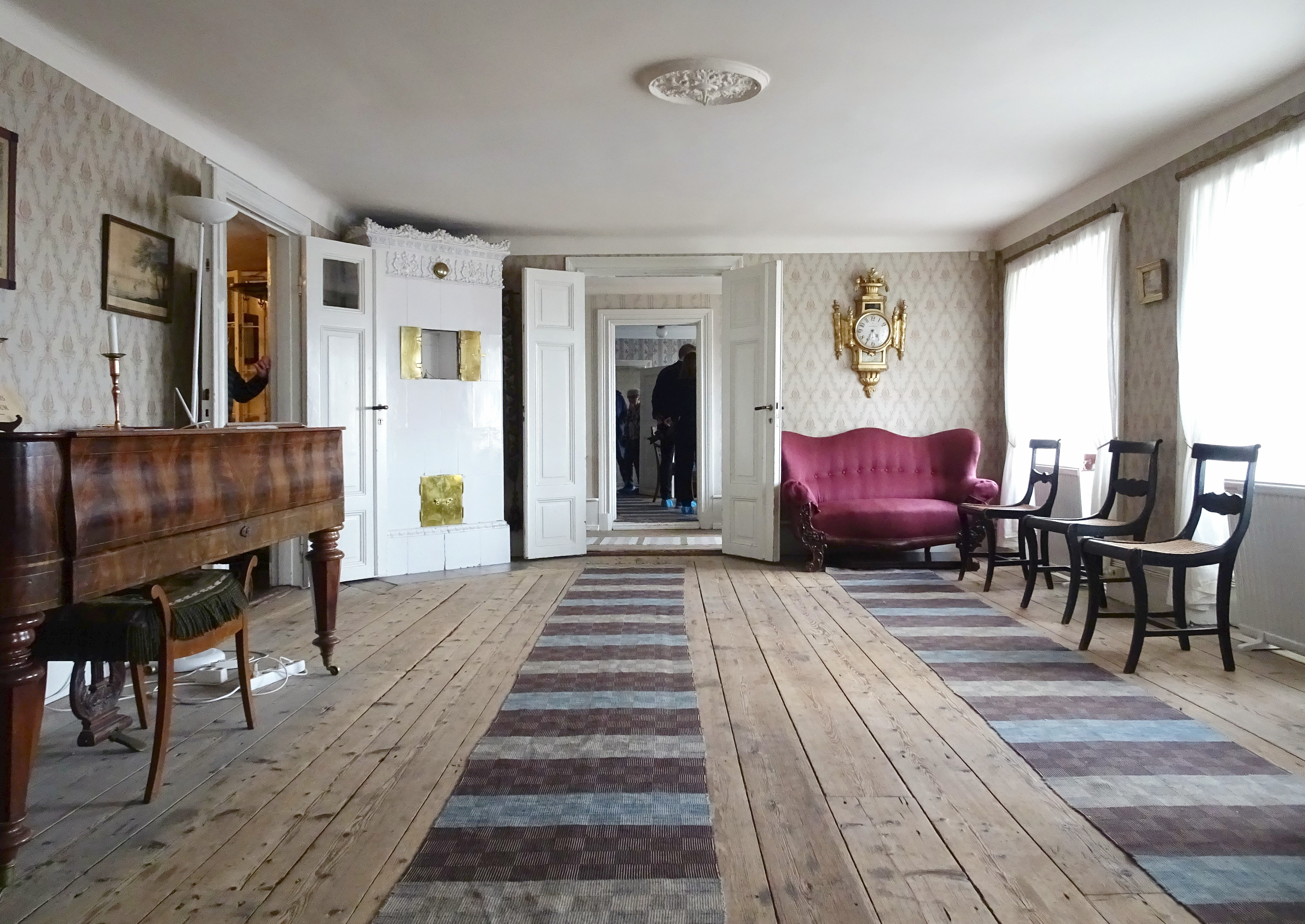
Fjällgatan 34, Stigbergets borgarrum.
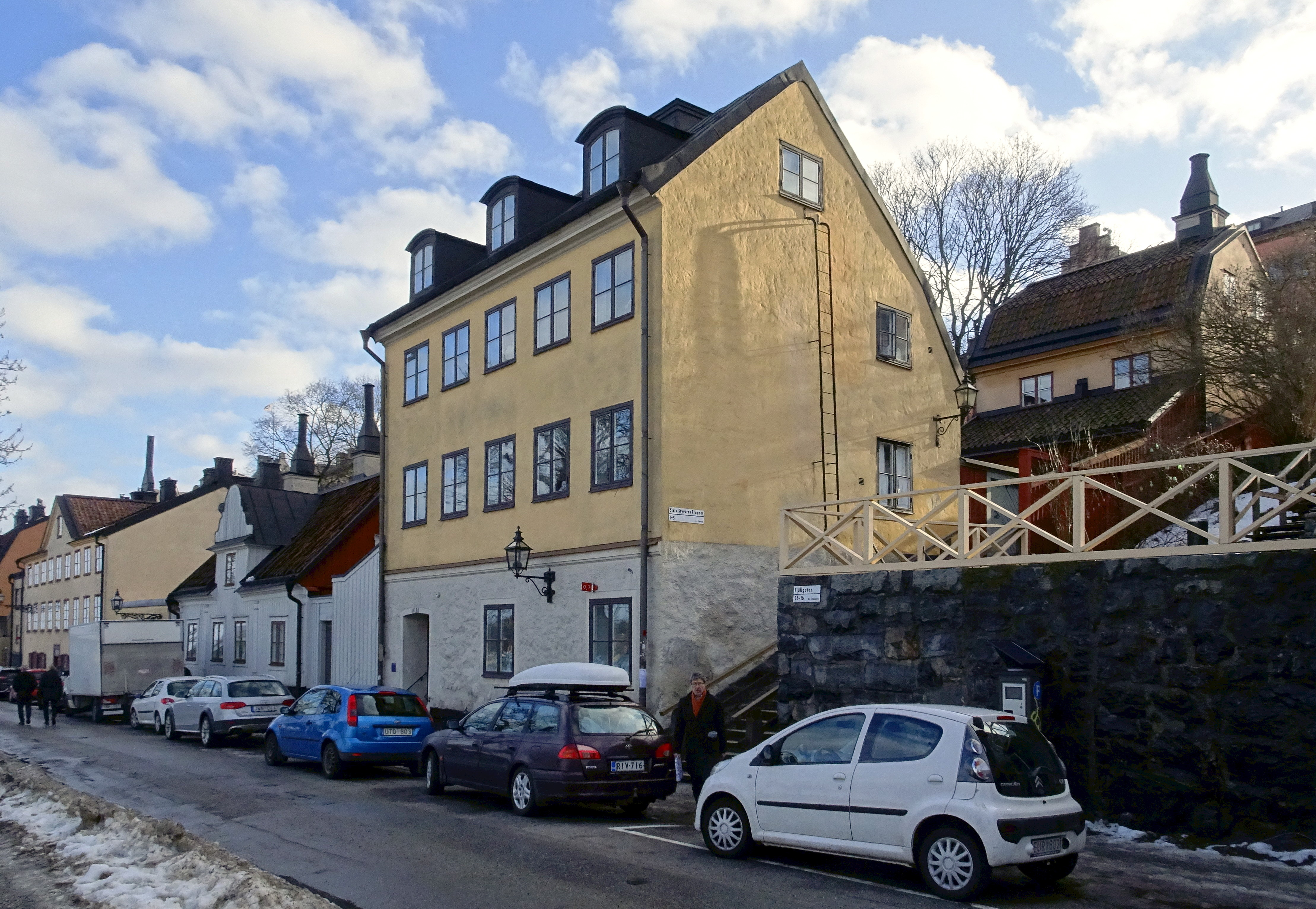
Fjällgatan 30 (närmast), här bodde Per Anders Fogelström.